# 張景星 (乾隆進士)
張景星（?—?），字行之，江西奉新縣人。清朝理學家、政治人物。

## 生平
乾隆十年（1745年）進士。歷官河南魯山縣知縣。後主講南陽衍疇書院。與姚培謙、王永琪編選《元詩別裁集》。